# Kudremukha
Der Kudremukha oder auch Kudremukh-Peak (Marathi: कुद्रेमुख शिखर) ist ein ca. 1892 m hoher Berggipfel im Südwesten der Westghats (auch Sahyadri-Berge) im indischen Bundesstaat Karnataka; er ist einer der höchsten Berge Südindiens.

## Lage
Der Kudremukha-Peak befindet sich im Kudremukh-Nationalpark im Süden Karnatakas; die Küstenstädte Mangaluru und Udupi sind annähernd 100 km (Fahrtstrecke) entfernt.

## Besteigung
Der Gipfel des Berges ist meist von Nebel oder Wolken umfangen. Das ca. 12 km (Luftlinie) nordöstlich und ca. 850 m hoch gelegene Dorf Samse bildet in der Regel den Ausgangspunkt für Gipfeltouren.

## Sonstiges
Im Gebiet des heutigen Nationalparks wurde – mit Hilfe von Sondergenehmigungen – bis zum Jahr 1999 Eisenerz abgebaut; mehrere Abraumhügel stören das Landschaftsbild.